# Rawez Lawan
Rawez Farhad Lawan, född 4 oktober 1987 i Malmö, är en svensk före detta fotbollsspelare som bland annat spelat för IFK Norrköping och Dalkurd FF. 

## Karriär
Lawan blev hämtad till Malmö FF från sin moderklubb Kvarnby IK. Han blev sedan såld till AC Horsens i Danska superligan. Därefter spelade han i FC Nordsjælland där han etablerade sig i startelvan för att sedan tappa sin plats. Den 7 januari 2013 presenterades han för svenska IFK Norrköping. 
I januari 2016 värvades Lawan av Dalkurd FF, där han skrev på ett ettårskontrakt. I oktober 2016 förlängde Lawan sitt kontrakt med två år. Inför säsongen 2018 förlängdes hans kontrakt med tre år. I juli 2020 kom Lawan överens med Dalkurd om att lämna klubben.
I augusti 2020 värvades Lawan av Vasalunds IF.